# La signorina Charlot
La signorina Charlot (A Woman), anche noto come Charlot signorina e Charlot dongiovanni, è un cortometraggio del 1915 diretto e interpretato da Charlie Chaplin.
Ultima interpretazione femminile delle tre che Chaplin complessivamente impersonò in carriera. La prima fu in Charlot cerca marito e successivamente in Charlot sulla scena. Le prime voci denigratorie cominciano a levarsi a causa del contenuto e tenore delle sue farse ritenute sconvenienti e addirittura impudiche e non solo nella bigotta America dell'epoca; in Svezia, dovette attendere gli anni trenta per essere proiettata.

## Trama
Approfittando del momentaneo assopimento della moglie e della figlia sulla panchina del parco, ecco il marito rincorrere una giovane appena conosciuta e cimentarsi con lei a moscacieca. Il sopraggiungere di Charlot si rivelerà drammatico allorché non sapendo resistere all'occasione lo scaraventa nel lago e dopo approfitta per far conoscenza con la famiglia del malcapitato che entusiasticamente lo invita a casa sua per un tè. La conversazione piacevole tra Charlot, la madre e soprattutto la figlia è interrotta dal rientro del malcapitato padre accompagnato da un tale che lo ha aiutato a riemergere dal lago.
La ragazza, entusiasta, presenta il simpatico giovanotto al padre che, però,  riconosciutolo quale autore del misfatto, si appresta a ricoprirlo di legnate, per cui Charlot è costretto a riparare nella camera della ragazza dove escogita uno stratagemma. Infilandosi un vestito femminile e imbottendosi il seno con un puntaspilli intende spacciarsi quale amica della figlia, che gli consiglia anche di radersi i baffetti per dare più credibilità al personaggio e lo istruisce sul portamento e la corretta andatura. Così conciato è presentato al padre che, colpito dal fascino magnetico della bella, si produce immediatamente in audaci avances, finché una stretta assassina non finirà per spogliare la presunta femmina della gonna, rivelando un paio di comiche mutande a strisce e inequivocabilmente la vera natura del personaggio, il quale, definitivamente cacciato in strada a pedate, sconvolgerà con gran scandalo una comitiva di timorate ragazze lì sopraggiunta.

## Produzione
Il film fu prodotto dalla Essanay Film Manufacturing Company.

## Distribuzione
Distribuito dalla General Film Company, il film - un cortometraggio in due bobine della durata di 26 minuti - uscì nelle sale cinematografiche USA il 12 luglio 1915.